# Parornix petiolella
Parornix petiolella là một loài bướm đêm thuộc họ Gracillariidae. Nó được tìm thấy ở Áo, Bulgaria, Cộng hòa Séc, Pháp, Đức, Hungary, Ý, Kazakhstan, Luxembourg, Moldova, Ba Lan, România, phần châu Âu thuộc Nga, Slovakia, Thụy Sĩ và Ukraina.
Ấu trùng ăn Armeniaca, Malus species (bao gồm Malus domestica, Malus pumila và Malus sylvestris), Prunus species (bao gồm Prunus cerasifera, Prunus cerasus, Prunus domestica, Prunus spinosa và Prunus vulgaris), Persica và Pyrus species.